# Jøtul
Jøtul je norská společnost vyrábějící litinová kamna a krby. Sídlo společnosti je ve městě Fredrikstad. Je mateřskou společnosti v koncernu Jøtul Group, který má další dceřiné společnosti v USA, Velké Británii, Dánsku, Francii, Itálii, Španělsku a Polsku.

## Historie
Společnost byla založena v roce 1853 Oluf Onsumem, synem místního statkáře, jako Kværner Jernstøberi (Slévárna Kværner) na okraji Christiania (nyní Oslo). Z počátku byla hlavní činností továrny výroba kamen. Do roku 1900 se stala společnost Kværner největším výrobcem slévárenských produktů, krbů a kamen v Norsku.
Na počátku 20. století byla společnost přestavěna na nejmodernější podnik svého druhu v zemi a začala s výrobou dalších hutních výrobků jako jsou turbíny a pily. v dalších letech poklesla výroba topných zařízení na významu a tato divize byla roku 1916 odprodána tehdy 26letému Hermanu Ankerovi. Byl to rozený obchodník a pochopil, že výrobky je třeba prezentovat pod kvalitní značkou. Proto začal s propagací pod značkou Jøtul. I přesto se firma nevyhnula mezinárodní ekonomické krizi na počátku 20. let 20. století. Prodej stagnoval a Herman Anker zemřel v roce 1927. Společnost, koupil, modernizoval a zachránil před úpadkem Johannes Gahr. V roce 1935 firma získala moderní profil a i znovu své postavení na trhu. Pod jeho vedením se společnost opět stala největším výrobcem kamen na dřevo v Norsku.
Po druhé světové válce společnost posilovala a to navzdory novým trendům v palivech, kterými byly petrolej, olej a elektřina. Do 60. let 20. století zbylo na trhu jen několik málo výrobců. Mezi ním společnost Jøtul zůstala nejsilnější. Přizpůsobila se novým trendům a požadavkům trhu a v 50. až 70. letech se stala kamna na tekutá paliva hlavním zdrojem příjmů firmy. Díky ropné krizi se v 70. letech trend ve výrobě vrátil zpět ke kamnům na dřevo a tuhá paliva. V této době také společnost výrazně zvýšila vývoz do kontinentální Evropy a Severní Ameriky.

## Současnost
V roce 1977 rodina Gahrů prodala společnost nadnárodnímu koncernu Norcem. Norcem se výrazně orientoval na export a provedl mnoho akvizic sléváren a dovozců v USA a v Evropě. Od té doby se stala společnost celosvětovou značkou se zázemím na všech kontinentech. Vybudovala mezinárodní distribuční síť a prokázala schopnost přizpůsobovat se trendům v jednotlivých regionech a požadavkům nejnáročnějších zákazníků.